# Soledad Cazorla
Soledad Cazorla Prieto (Larache, 19 de febrero de 1955 - Madrid, 4 de mayo de 2015) fue la primera Fiscal de Sala contra la Violencia sobre la Mujer. Fue responsable de poner en marcha y dirigir la red española de fiscales especialistas en violencia contra la mujer, creada en 2004 tras la entrada en vigor  de la Ley Integral contra la Violencia de Género, responsabilidad que ejerció durante una década, desde 2005 hasta su muerte. Defensora de la igualdad, su carrera profesional estuvo estrechamente vinculada al desarrollo de esta ley.

## Biografía
Nació en Larache, entonces protectorado español, en 1955 adonde había emigrado su familia a finales del siglo XIX. Su padre era abogado y militar. Su hermano, Luis María Cazorla, también es jurista, catedrático y académico.
Ingresó en la carrera Fiscal en 1981 y su primer destino fue la Fiscalía de Gerona. En 1984 se trasladó a Valladolid. En 1985 llegó a la Fiscalía de la Audiencia Territorial de Madrid, desde donde fue destinada  a la Fiscalía General del Estado, primero a la Inspección, en 1993,  y después a la Secretaría Técnica, donde fue colaboradora del fiscal general Carlos Granados.
En septiembre de 1996 fue nombrada fiscal del Tribunal Supremo, desde donde asumió, entre otras responsabilidades, la acusación pública contra Mario Conde en el caso Banesto.
En 2005 fue ascendida a Fiscal de Sala contra la Violencia sobre la Mujer a propuesta del fiscal general del Estado, Cándido Conde-Pumpido. La aprobación de la Ley contra la Violencia de Género constituyó la ocasión para que la Fiscalía General del Estado iniciase una política de especialización,  de la cual la Fiscalía de Sala contra la violencia sobre la mujer constituyó el primer eslabón. Soledad Cazorla inició, por tanto, una trayectoria inédita hasta la fecha en el Ministerio Fiscal, diseñando y dirigiendo una novedosa red de especialistas, desplegados por toda España, labor que desarrolló con enorme brillantez, por lo que en octubre de 2010 fue renovada en su cargo.
Formaba parte del Observatorio contra la Violencia de Género, un organismo creado por el Consejo General del Poder Judicial en el que participa la Fiscalía General del Estado. Se caracterizó por sus críticas a la dotación presupuestaria de la norma y a su, en ocasiones, deficiente aplicación. También por su compromiso en la lucha para la protección de los menores víctimas de violencia machista.
Sus intervenciones en foros públicos, conferencias, reuniones con asociaciones de mujeres fueron constantes durante el ejercicio de su responsabilidad como Fiscal contra la Violencia de la Mujer. También su participación en encuentros internacionales en defensa de los derechos de la mujer (Francia, Reino Unido, Marruecos, República Dominicana, Bolivia, Ecuador, China o Níger) y nacionales de Juristas, colaborando en publicaciones y artículos en torno a diferentes materias relacionadas con el Derecho Penal.

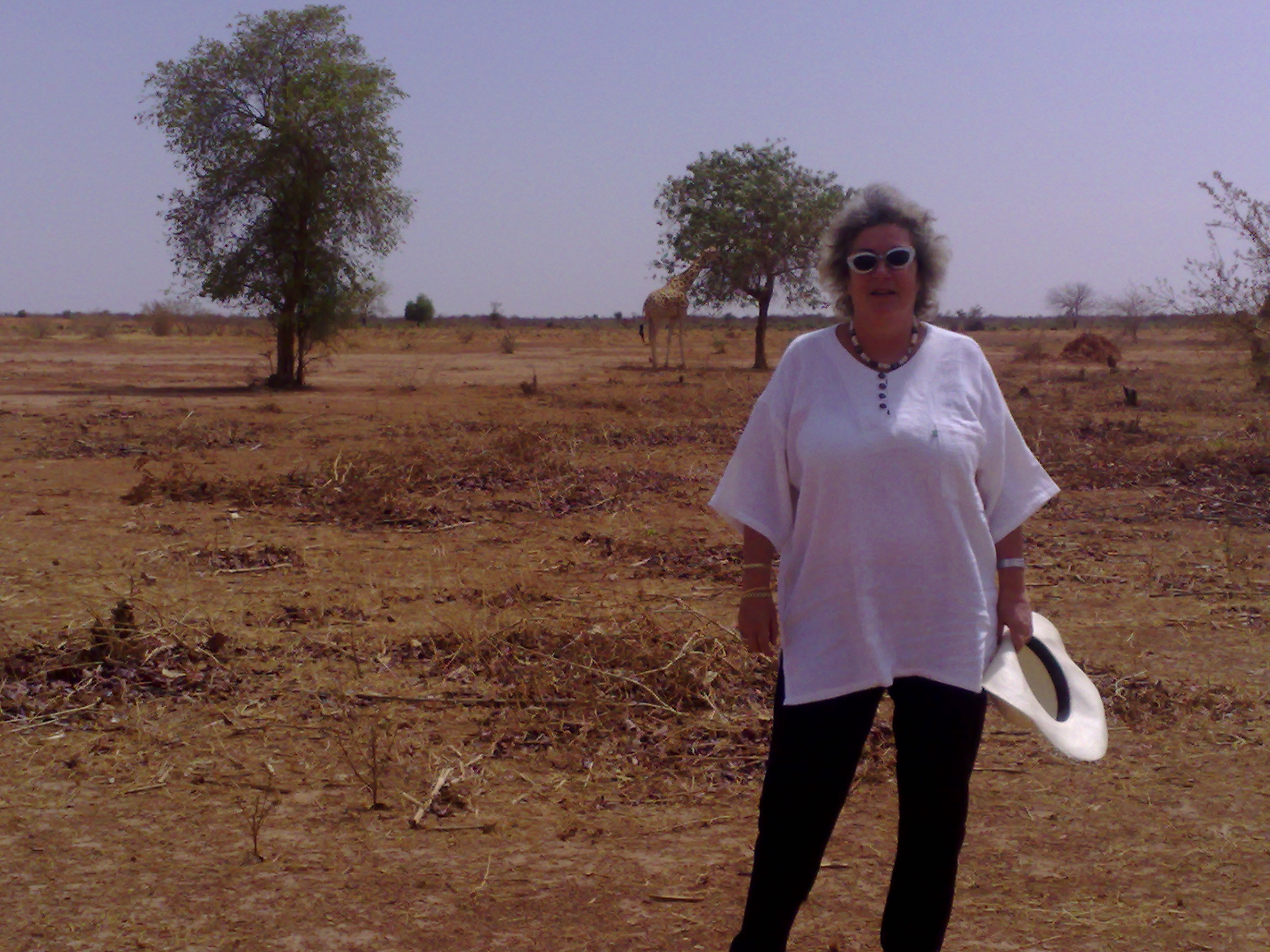
Níger 2008 III Encuentro de mujeres españolas y africanas
Autora: Montserrat Boix

Falleció a los 60 años en Madrid, el 4 de mayo de 2015, a causa de un derrame cerebral.

## Compromiso con las víctimas infantiles de la violencia de género
Defensora de la igualdad, y con un alto compromiso personal y profesional en la lucha contra la violencia de género, su carrera profesional estuvo estrechamente vinculada al desarrollo de esta ley en España, destacando su implicación en la necesidad de que el papel de la fiscalía contribuyera a un adecuado tratamiento de las mujeres víctimas en el proceso judicial y, en especial, en la necesidad de proteger a los niños y las niñas que tenían que convivir con la dura realidad de la violencia contra sus madres.

## Vida personal
Estaba casada con el periodista Joaquín Tagar y tuvo 3 hijos.

## Reconocimientos
- En noviembre del año 2008 recibió un reconocimiento a su labor en la lucha contra la Violencia de Género otorgado por el Ministerio de Igualdad.
- 2014 Medalla de Honor del Colegio de Abogados de Madrid.[10]

### Homenajes a título póstumo
- En octubre de 2015 en el acto de inauguración de la tercera edición de la Cumbre de Mujeres Juristas
- En febrero de 2016 la XI Edición de los Premios del Observatorio contra la Violencia doméstica y de género 2015, estuvo destinada a reconocer la labor de la fiscala.[11]
- En 2017 se le dedicó una calle en Madrid, en el barrio de Las Águilas.[12][13]

### Fondo de Becas Fiscal Soledad Cazorla Prieto
El 19 de febrero de 2016, fecha en la que Soledad Cazorla hubiera cumplido 61 años, se presentó el Fondo de Becas Fiscal Soledad Cazorla Prieto, un fondo de ayudas para el desarrollo personal, apoyo educativo y reparación del daño ocasionado a niñas y niños que han perdido a su madre a causa de la violencia de género. El Fondo se constituyó con una primera donación de la familia de Soledad Cazorla de 125.000 euros en los primeros 5 años. Está impulsado por la familia de la fiscal y la Fundación Mujeres.